# Eleccions legislatives hongareses de 1990
Les eleccions legislatives hongareses de 1990 se celebraren el 25 de març i el 9 d'abril de 1990 per a renovar els 386 membres de l'Assemblea Nacional d'Hongria. La participació en la primera volta fou del 68,92%, i a la segona del 55,12%. El partit més votat fou el Fòrum Democràtic Hongarès i József Antall fou nomenat primer ministre d'Hongria.

## Resultats
|                                 |                                                 |              |              |          |            |            |            |          |           |
| Partit                          | Partit                                          | Regional     | Regional     | Regional | Uninominal | Uninominal | Uninominal | Nacional | Total     |
| Partit                          | Partit                                          | Vots         | %            | Escons   | Vots       | %          | Escons     | Nacional | Total     |
|                                 | Fòrum Democràtic Hongarès (MDF)                 | 1.213.820    | 24.72        | 40       | 1.186.791  | 23.93      | 114        | 10       | 164 / 386 |
|                                 | Aliança dels Demòcrates Lliures (SZDSZ)         | 1.050.440    | 21.40        | 34       | 1.082.965  | 21.84      | 35         | 23       | 93 / 386  |
|                                 | Partit Independent de Petits Propietaris (FKgP) | 576.256      | 11.74        | 16       | 529.299    | 10.67      | 11         | 17       | 44 / 386  |
|                                 | Partit Socialista Hongarès (MSZP)               | 534.897      | 10.89        | 14       | 504.995    | 10.18      | 1          | 18       | 33 / 386  |
|                                 | Fidesz-Unió Cívica Hongaresa (Fidesz)           | 439.448      | 8.95         | 10       | 235.611    | 4.75       | 1          | 12       | 23 / 386  |
|                                 | Partit Popular Democristià (KDNP)               | 317.183      | 6.46         | 8        | 287.614    | 5.80       | 3          | 10       | 21 / 386  |
|                                 | Aliança Agrària (AZ)                            | 154.003      | 3.14         | 2        | 139.240    | 2.81       | 0          | 0        | 2 / 386   |
| Altres                          | Altres                                          | 623.666      | 12.70        |          | 650.131    | 13.11      |            |          |           |
|                                 | Independents                                    | Independents | Independents | 6        | 342.674    | 6.91       | 0          | 0        | 6 / 386   |
|                                 |                                                 |              |              |          |            |            |            |          |           |
| Vots vàlids                     | Vots vàlids                                     | 4.959.320    | 96.61        |          | 4.909.713  | 98.10      |            |          |           |
| Vots en blanc/nuls              | Vots en blanc/nuls                              | 172.136      | 3.39         | 96.109   | 1.90       |            |            |          |           |
| Total de vots                   | Total de vots                                   | 5.081.849    |              | 120      | 5.055.429  | 808.080    | 176        | 90       | 386       |
| Votants registrats/participació | Votants registrats/participació                 | 7.798.827    | 65.16        |          | 7.822.661  | 64.63      |            |          |           |